# Competició

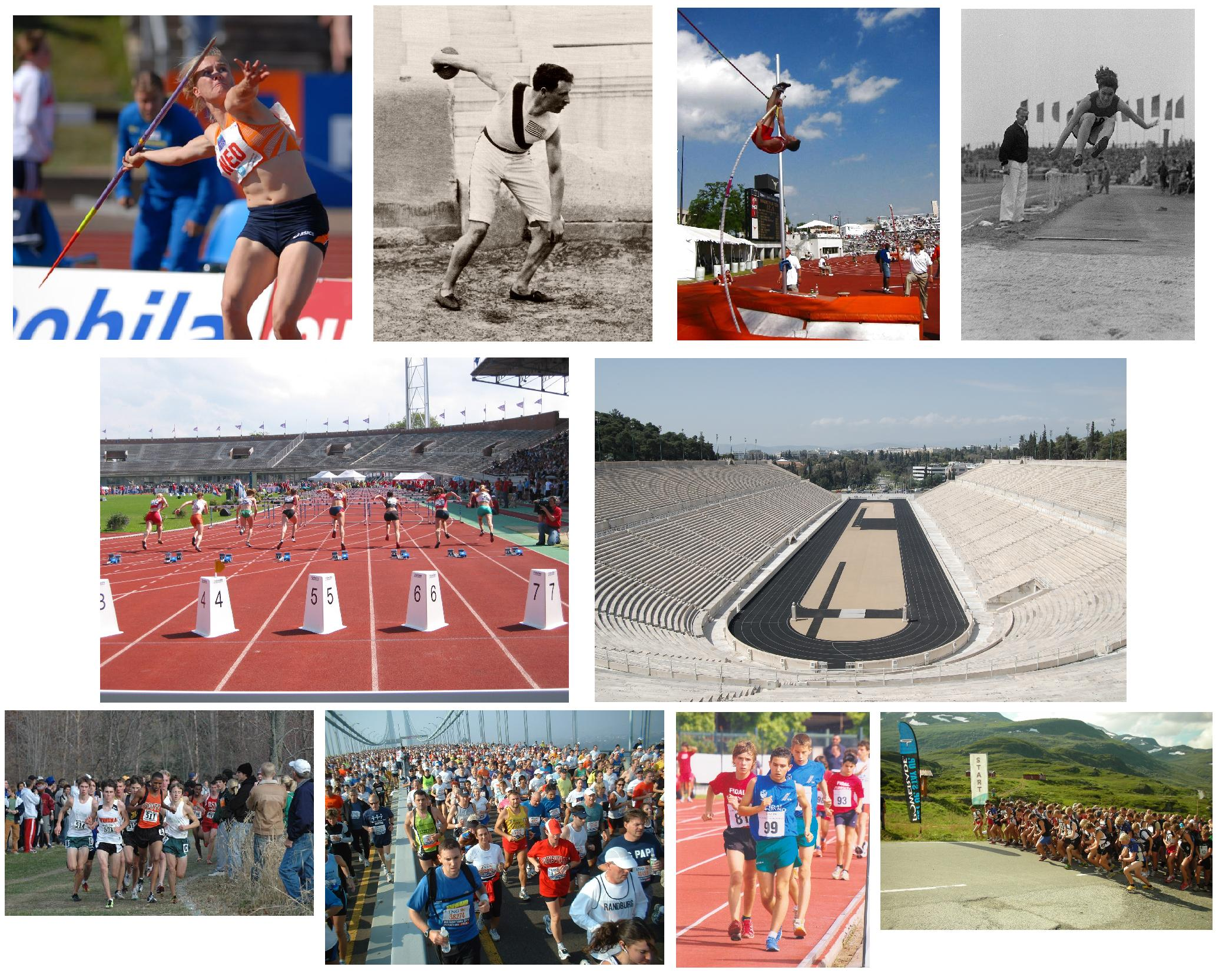
Selecció d'imatges que representen competicions relacionades amb l'atletisme.

Competició és l'acció de dues o més persones, de lluitar, esforçar-se, emular-se per aconseguir el mateix objecte. En l'esport, és la manifestació consistent en l'enfrontament, individual o per equips, d'una sèrie d'adversaris, en una o més proves, per determinar-ne un guanyador. En ecologia, és la utilització dels mateixos recursos per part d'organismes de la mateixa o de diferents espècies que viuen junts en una comunitat, quan els recursos no són suficients per cobrir les necessitats de tots els organismes.
La competició es produeix a la natura, entre organismes vius que coexisteixen en el mateix medi. Els animals competeixen per l'aigua, menjar, companys i altres recursos biològics. Els humans solen competir per menjar i parella, tot i que quan aquestes necessitats es satisfan sovint sorgeixen rivalitats profundes per la recerca de la riquesa, el poder, el prestigi i la fama quan es troben en un entorn estàtic, repetitiu o immutable. La competència és un principi important de les economies de mercat i dels negocis, sovint associada a la competència empresarial, ja que les empreses competeixen com a mínim amb una altra empresa sobre el mateix grup de clients. La competència dins d'una empresa sol estimular-se amb el propòsit més gran de conèixer i assolir una major qualitat dels serveis o productes millorats que l'empresa pot produir o desenvolupar.
Sovint es considera que la competència és el contrari de la cooperació, però en el món real, les barreges de cooperació i competència són la norma. En les economies, com va argumentar el filòsof R. G. Collingwood "la presència d'aquests dos contraris junts és essencial per a un sistema econòmic. Les parts d'una acció econòmica cooperen en la competició, com dos jugadors d'escacs". Les estratègies òptimes per assolir els objectius s'estudien en la branca de les matemàtiques coneguda com a teoria dels jocs.
La competència s'ha estudiat en diversos camps, com ara la psicologia, la sociologia i l'antropologia. Els psicòlegs socials, per exemple, estudien la naturalesa de la competència. Investiguen l'impuls natural de la competència i les seves circumstàncies. També estudien les dinàmiques de grup, per detectar com sorgeix la competència i quins són els seus efectes. Els sociòlegs, per la seva banda, estudien els efectes de la competència en el conjunt de la societat. A més, els antropòlegs estudien la història i la prehistòria de la competència en diverses cultures. També investiguen com es va manifestar la competència en diversos entorns culturals en el passat i com s'ha desenvolupat al llarg del temps.